# John Jay
John Jay (New York, New York, 12 december 1745 – Bedford, New York, 17 mei 1829) was een Amerikaans politicus, diplomaat en rechter. Hij was de minister van Buitenlandse Zaken en de eerste Opperrechter van het Amerikaanse Hooggerechtshof. Ook was hij gouverneur van de staat New York.

## Levensloop

### Jeugd en studie
Jay werd geboren in een rijke koopmansfamilie in New York. Zijn voorouders stamden af van Franse hugenoten. Hij studeerde aan King’s College, de voorloper van Columbia-universiteit. Na zijn studie in 1764 te hebben afgerond werd hij klerk. In 1768 kreeg hij zijn bevoegdheid om advocaat te worden en werkte daarna in het kantoor van Robert Livingston. In 1771 begon hij zijn eigen advocatenkantoor.

### Betrokkenheid Amerikaanse onafhankelijkheidsbeweging en start politieke carrière
In diezelfde tijd werd hij actief als secretaris bij het New York committee of correspondence. Dit was een door Amerikaanse patriotten opgezette schaduwregering, met de bedoeling tegenwicht aan de Britten te bieden. Amerika was toen nog een kolonie van Groot-Brittannië. Jay rekende zichzelf tot de conservatieve fractie. Deze kwam vooral op voor de bescherming van eigendomsrechten. Zij waren het niet eens met de Britse belastingmaatregel en zagen dit als een schending van Amerikaanse rechten. In 1774 was hij lid van de delegatie van de staat New York die het Eerste Continentale Congres bezocht. Daar stond Jay nog aan de kant van hen die verzoening met het Britse parlement nastreefden. Verschillende agressieve acties van de Britten, zoals het in brand steken van de stad Norfolk, Virginia, in januari 1776, dreven Jay echter naar het kamp van voorstanders van onafhankelijkheid en toen de onafhankelijkheid eenmaal was uitgeroepen zette hij zich daar ook voor in.
Jay werd gekozen in het Provinciale Congres van de staat New York, en was in 1777 de opsteller van de grondwet van die staat. In 1778 werd hem aangeboden president te worden van het Continental Congress, de voorloper van het Amerikaans Congres. Hij ging daar op in en diende ruim negen maanden in deze functie.

### Diplomaat
In september 1779 trad Jay af om de Amerikaanse ambassadeur in Spanje te worden. Hij zette zich in voor financiële hulp, handelsverdragen en de erkenning van de Amerikaanse onafhankelijkheid door Spanje. Het Spaanse koninklijke hof weigerde tot 1783 de Verenigde Staten te erkennen, uit angst dat de vonk van onafhankelijkheid ook zou overslaan naar de eigen koloniën. Wel wist Jay een lening van $170,000 te bewerkstelligen. Hij verliet Spanje weer in mei 1782.
De Amerikaanse diplomaat reisde door naar Parijs, waar onderhandelingen werden gevoerd om een einde te maken aan de Amerikaanse Onafhankelijkheidsoorlog. Benjamin Franklin gaf als meest ervaren diplomaat leiding aan de Amerikaanse afvaardiging en Jay wilde van hem leren. In de herfst van 1782 werd er een akkoord met de Britten bereikt waarbij de onafhankelijkheid van de Verenigde Staten werd erkend.

### Minister van Buitenlandse Zaken
Na zijn terugkeer in 1784 in Amerika werd Jay de tweede minister van Buitenlandse Zaken. Als minister streefde hij sterke banden na met buitenlandse Europese mogendheden, en wilde hij een sterke Amerikaanse munt opbouwen, met hulp van leningen van buitenlandse banken. Tegelijkertijd moest de grote oorlogsschuld van de Verenigde Staten zo snel mogelijk worden afgelost. Een andere verantwoordelijkheid was het verdedigen van de grenzen tegen Spanje, Frankrijk, Engeland en Indianen. Ook moest er een handelsvloot worden opgebouwd en moesten Amerikaanse schippers beschermd worden tegen piraten.
Jay geloofde dat dit alles alleen mogelijk was als er sprake was van een sterke, centrale regering. Daarin stond hij zij aan zij met Alexander Hamilton en James Madison. Zelf geloofde hij dat de federale regering te weinig bevoegdheden kreeg in de Artikelen van Confederatie, de voorloper van de Amerikaanse grondwet. Zo zou de federale regering wel de bevoegdheid hebben om een oorlog te starten, maar niet de middelen en manschappen om deze ook daadwerkelijk te voeren.
Zelf bezocht Jay niet de Constitutional Convention, maar hij schreef samen met Hamilton en Madison onder het pseudoniem Publius mee aan de Federalist Papers. Dit is een serie van 85 artikelen die pleitte voor ratificatie van de opgestelde ontwerptekst voor de grondwet. Later zouden de Papers een van de belangrijkste bronnen worden voor interpretatie en intenties van de Amerikaanse Grondwet. Zelf schreef Jay vijf artikelen.

### Opperrechter van Hooggerechtshof
In september 1789 bood George Washington hem de functie van minister van Buitenlandse Zaken ("Secretary of State") te worden (Jay had feitelijk die functie op dat moment al, maar technisch gezien werd er een nieuwe functie gecreëerd). Jay weigerde waarop Washington hem vroeg als eerste opperrechter van het Amerikaanse hooggerechtshof. Dit aanbod accepteerde hij en werd direct aangesteld. In de eerste drie jaar was Jay vooral bezig met het opstellen en vestigen van regels en procedures voor het nieuwe rechtssysteem. In 1790 weigerde hij op verzoek van Alexander Hamilton, intussen minister van Financiën, om zich uit te spreken over wetgeving waarbij de centrale overheid schulden van de staten zou overnemen. Hij stelde dat het Hooggerechtshof alleen beslissingen nam over de grondwettelijkheid van besluiten die voor het Hof werden gebracht, en zich zou mengen in de besluitvorming over bepaalde wetgeving.
De meest belangrijke beslissing van Jay werd genomen in de zaak Chisholm vs Georgia. Chisholm, executeur van de overleden Robert Farquhar, wilde de staat Georgia aanklagen, omdat zij nog geld verschuldigd was aan Farquhar voor geleverde goederen tijdens de Amerikaanse onafhankelijkheidsoorlog. De staat Georgia stelde dat zij als soevereine staat niet voor het Hooggerechtshof kon worden aangeklaagd, zonder in te stemmen met de zaak. Het Hooggerechtshof stelde Chisholm in het gelijk door de stellen dat artikel 3, sectie 2 van de grondwet de soevereine immuniteit van de staten ophief en dat federale gerechtshoven wel degelijk de bevoegdheid hadden om beslissingen te nemen in zaken tussen burgers en Staten.
In 1795 werd het Elfde amendement op de grondwet geratificeerd, met name als reactie op deze zaak. Daarin werd de beslissingsbevoegdheid voor federale gerechtshoven ingetrokken in zaken waarbij burgers van één staat, of uit het buitenland, een andere staat aanklagen. Op basis daarvan werd de juridische werking van het vonnis in de zaak Chisholm vs Georgia ongedaan gemaakt. Het onderliggende principe, dat de Amerikaanse staten als staatsrechtelijke eenheid geen eigen soevereiniteit genoten, werd echter niet aangevallen en bleef in stand. Dit zou een belangrijke basis vormen voor de verdere ontwikkeling van het Amerikaanse recht.

### Verdrag van Jay
De relaties tussen de Verenigde Staten en Groot-Brittannië verslechterde rond 1794 intussen weer. De Britten exporteerden veel producten naar Amerika, terwijl Amerikaanse producten geweerd werden van Britse markten. Groot-Brittannië hield verschillende Amerikaanse schippers gevangen en nam voorraden die bestemd waren voor het Amerikaanse leger, maar vervoerd werden op neutrale schepen, in beslag. Madison was voor het starten van een handelsoorlog, maar Washington wees deze optie af. Hij stuurde Jay naar Groot-Brittannië om met de Britten te onderhandelen. De Britten beloofden zich volledig terug te trekken van het Amerikaanse grondgebied. Ook werd besloten dat meningsverschillen over de Amerikaans-Canadese grens en de oorlogsschulden zouden worden voorgelegd aan een onafhankelijke partij voor arbitrage. Ook werd een deel van de beperkingen voor de Verenigde Staten voor toegang tot de markt van Brits-Indië en Britse eilanden in de Caraïben opgeheven. Daardoor kon er meer katoen geëxporteerd worden.
Het Verdrag van Jay werd in de Verenigde Staten echter niet goed ontvangen. Het deed de reputatie en invloed van Jay geen goed. De Senaat stemde, mede door de steun van Washington en Hamilton, in met het verdrag, maar Thomas Jefferson en James Madison voerden felle oppositie tegen het verdrag. Zij vreesden dat nauwere economische banden met Groot-Brittannië de federalisten in de kaart zou spelen. Ook was er ongenoegen omdat er geen schadevergoeding kwam van de kant van de Britten voor slaven die in de oorlog gestolen waren. Het verdrag liep na tien jaar af. Daarna lukte het niet een nieuw verdrag af te sluiten en dit leidde uiteindelijk tot het uitbreken van de Oorlog van 1812 tussen de Verenigde Staten en Groot-Brittannië.

### Als abolitionist
Jay was een leider van de abolitionistische beweging. Hij stelde een wet op waarbij slavernij in de staat New York zou worden verboden. Deze wet werd de eerste twee keer, in 1777 en 1785, niet aangenomen. Een derde poging slaagde in 1799 wel, en Jay mocht als gouverneur de wet ondertekenen. Door de wet werd de slavernij niet direct afgeschaft, maar verbood wel de export van slaven en stelde dat de kinderen die werden geboren uit slaven uiteindelijk vrij zouden zijn. Mannen moesten de eigenaar van de moeder dienen tot hun 28e en vrouwen tot hun 25e. Dit zou er toe leidden dat de slavernij uiteindelijk tot 4 juli 1827 in New York bestond.
Ook richtte Jay de New York Manumission Society die boycots organiseerde tegen kranten en handelaren die de slavernij ondersteunden. Ook bood zij rechtshulp aan vrije zwarten waarvan werd geclaimd dat het slaven waren. Zelf kocht Jay ook slaven en liet deze voor zich werken. Hij liet ze dan vrij op het moment dat hij dacht dat hij zijn investering had terugverdiend.

### Gouverneur van New York
Jay was in 1792 de Federalistische kandidaat voor het gouverneurschap, maar werd verslagen door de Democratisch-Republikeinse George Clinton. Hij had meer stemmen, maar vanwege technische gebreken werden de stemmen van de counties van Otsego, Tioga en Clinton niet meegeteld. In de grondwet stond dat de stemmen moesten worden afgeleverd door de sheriff op zijn plaatsvervanger. In Otsego County was op dat moment bijvoorbeeld de functie van sheriff vacant en daarom telden de stemmen niet mee.
Terwijl hij in Groot-Brittannië was werd Jay in mei 1795 alsnog gekozen als gouverneur van New York. Hij trad af als rechter van het Hooggerechtshof. Als gouverneur werd Jay door president John Adams opnieuw voorgedragen voor het hooggerechtshof en zelfs door de Senaat benoemd, maar hij weigerde de functie. Wel nam hij deel aan de presidentsverkiezingen van 1796 en de presidentsverkiezingen van 1800. Hij haalde respectievelijk vijf en één stem(men). In 1801 bedankte hij voor een herbenoeming als gouverneur en ging met pensioen. Hij trok zich terug uit de politiek en werkte op zijn boerderij in Westchester County, New York.